# Canon de 274 mm modèle 1893-96
Le canon de 274 mm modèle 1893-96 désigne un canon naval construit à la fin du XIXe siècle pour la Marine française. Il équipe principalement le cuirassé à coque en fer Henri IV, et trois des quatre cuirassés de la classe Terrible. Durant la Première Guerre mondiale, plusieurs d'entre eux sont démontés de ces derniers navires et utilisés comme artillerie lourde sur voie ferrée.

## Utilisation

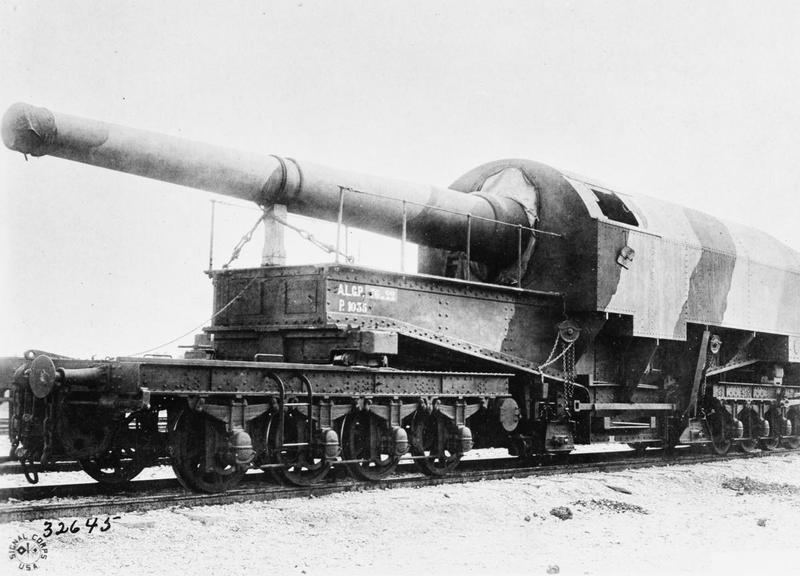
Sur affût ferroviaire, ALGP.

Le canon de 274 mm modèle 1893-96 est utilisé comme artillerie principale sur le cuirassé garde-côtes Henri IV. Lorsque trois des quatre cuirassés à barbettes de la classe Terrible, les Requin, Caïman et Indomptable, sont réarmés de 1900 à 1902, leurs canons de 42 cm sont remplacés par des canons de 274 mm.
Durant la Première Guerre mondiale, quatre canons des Caïman et Indomptable sont démontés pour être convertis en artillerie ferroviaire : l'un en décembre 1914, les trois autres en juillet 1915. Ils sont montés sur affût-truck de 1915 à 1916 et mis en service.